# Долианова
Долиано̀ва (на италиански: Dolianova; на сардински: Patiolla, Патиола) е град и община в Южна Италия, провинция Южна Сардиния, автономен регион и остров Сардиния. Разположен е на 212 m надморска височина. Населението на общината е 9543 души (към 2010 г.).